# Nekrolog 1. Quartal 1951
Nekrolog
◄◄
| ◄
| 1947
| 1948
| 1949
| 1950
| 1951 | 1952 | 1953 | 1954 | 1955 | ► | ►►
1. Quartal |
2. Quartal |
3. Quartal |
4. Quartal 1951
Weitere Ereignisse | Allgemeiner Nekrolog 1951
Die Beschreibung der verstorbenen Person sollte so kurz wie möglich gehalten sein und nur deren signifikante Tätigkeit(en) enthalten.
Neue Namen ggf. auch unter dem Geburts- und Sterbedatum, also etwa unter 1. Januar und im Geburts- und Sterbejahr (2024) eintragen (nur bei entsprechender großer Wichtigkeit). Für Beispiele siehe die schon vorhandenen Artikel.
Außerdem über die fünf zuletzt Verstorbenen, zu denen es einen ausreichend guten Artikel für eine Präsentation auf der Hauptseite gibt, nach der todesbedingten Überarbeitung der Artikel ggf. auch unter Wikipedia Diskussion:Hauptseite informieren und sie am besten auch in den anderen Wikipedia-Sprachversionen eintragen. Tipp: Regelmäßig bei news.google.de nach „ist tot“, „gestorben“ oder „verstorben“ suchen.
Wenn eine Person gestorben ist, gibt es viele Seiten zu dieser Person in der Wikipedia, die davon auch betroffen sind und entsprechend aktualisiert werden müssen. Beispiele: Namenübersichtsseite, Geburtsjahr, Geburtsort-Seiten und viele mehr.
Wie finde ich die betroffenen Seiten?
Im Suchfeld auf der linken Seite gibt man den Suchbegriff so ein: „Vorname Nachname“. Dann klickt man auf Volltext und alle Seiten mit entsprechendem Suchtext werden aufgerufen. Hier sieht man dann schnell, wo auch das Todesjahr Sinn macht oder sogar ein Teil des Artikels angepasst werden muss. Auch hilft das „Werkzeug“ auf der linken Seite sehr gut, um solche Seiten aufzufinden: „Links auf diese Seite“. Somit ist die Wikipedia wieder aktuell in allen Bereichen! Hinweis: bei Eintragung der Kategorie „Gestorben JAHR“ wird der Missbrauchsfilter 49 ausgelöst, was jedoch nicht schlimm ist. Siehe: Spezial:Missbrauchsfilter/49
Dies ist eine Liste von im ersten Quartal 1951 verstorbenen bekannten Persönlichkeiten. Die Einträge erfolgen innerhalb der einzelnen Daten alphabetisch sortiert. Tiere sind im Nekrolog für Tiere zu finden.

## Januar
| Tag        | Name                                | Beruf, bekannt als                                                                                             | Alter | Beleg |
| ---------- | ----------------------------------- | --- | ----- | ----- |
| 1. Januar  | Carl Furtmüller                     | österreichischer Pädagoge und Sozialreformer                                                                   | 70    |       |
| 1. Januar  | Frank Scott Hogg                    | kanadischer Astronom                                                                                           | 46    |       |
| 1. Januar  | Carl Koblauch                       | dänischer Bahnradsportler                                                                                      | 27    |       |
| 1. Januar  | Paul Lazarus                        | deutsch-israelischer Rabbiner                                                                                  | 62    |       |
| 1. Januar  | Karl Christian von Loesch           | deutscher Ethnologe                                                                                            | 70    |       |
| 1. Januar  | Giuseppe Migone                     | italienischer Geistlicher, Kurienerzbischof der römisch-katholischen Kirche                                    | 75    |       |
| 1. Januar  | Jan Valtin                          | deutscher Kommunist, Agent für die Komintern, Doppelagent für die Komintern bei der Gestapo und Schriftsteller | 45    |       |
| 1. Januar  | Johann Franz Würzl                  | österreichischer Architekt                                                                                     | 65    |       |
| 2. Januar  | Helmuth Brückner                    | deutscher Politiker (NSDAP), MdR, MdL, Gauleiter in Schlesien                                                  | 54    |       |
| 2. Januar  | William Campion                     | britischer Politiker, Mitglied des House of Commons, Gouverneur von Western Australia                          | 80    |       |
| 2. Januar  | Otto Feige                          | deutscher Admiral                                                                                              | 68    |       |
| 2. Januar  | Wilhelm Gläser                      | deutscher Jurist und Politiker                                                                                 | 76    |       |
| 2. Januar  | Alwin Kronacher                     | deutscher Dramaturg, Regisseur und Theaterleiter                                                               | 70    |       |
| 2. Januar  | Paul Münch                          | deutscher Lehrer und Mundartdichter                                                                            | 71    |       |
| 2. Januar  | Edith New                           | englisch-britische Suffragette                                                                                 | 73    |       |
| 2. Januar  | Gerhard Staab                       | deutscher Filmtheater-Manager                                                                                  | 57    |       |
| 3. Januar  | Gösta Bagge                         | schwedischer Wirtschaftsprofessor und Politiker                                                                | 68    |       |
| 3. Januar  | Ferdinand Barlow                    | französisch-elsässischer Komponist                                                                             | 69    |       |
| 3. Januar  | Antoine Doyen                       | belgischer Geher                                                                                               | 69    |       |
| 3. Januar  | Gerhard Götting                     | deutscher Politiker (CDU), MdL                                                                                 | 71    |       |
| 4. Januar  | Bronisław Budzyński                 | polnischer Politiker in Danzig und NS-Opfer                                                                    | 62    |       |
| 4. Januar  | Evlyn Howard-Jones                  | englischer Pianist, Dirigent und Musikpädagoge                                                                 |       |       |
| 4. Januar  | Ernst Kießling                      | deutscher Baumeister und Architekt                                                                             | 77    |       |
| 4. Januar  | Wolf Trutz                          | deutscher Film- und Bühnenschauspieler                                                                         | 63    |       |
| 4. Januar  | Wilhelm Ziegelmayer                 | deutscher Ernährungswissenschaftler                                                                            | 52    |       |
| 5. Januar  | Henry Ellsworth Ewing               | US-amerikanischer Entomologe, Arachnologe und Parasitologe                                                     | 67    |       |
| 5. Januar  | William Luther Hill                 | US-amerikanischer Politiker (Demokratische Partei)                                                             | 77    |       |
| 5. Januar  | Myn M. Hoffman                      | US-amerikanische Militärperson, Krankenschwester                                                               | 67    |       |
| 5. Januar  | Philip Jaisohn                      | koreanischer Unabhängigkeitsaktivist, Arzt und Journalist                                                      |       |       |
| 5. Januar  | Kim Tong-in                         | koreanischer Schriftsteller                                                                                    | 50    |       |
| 5. Januar  | Friedrich Wilhelm zu Limburg-Stirum | deutscher Verwaltungsbeamter und Rittergutsbesitzer                                                            | 79    |       |
| 5. Januar  | Andrei Platonowitsch Platonow       | russischer Schriftsteller                                                                                      | 51    |       |
| 5. Januar  | Joseph Ritt                         | US-amerikanischer Mathematiker                                                                                 | 57    |       |
| 5. Januar  | Camillo Karl Schneider              | deutscher Botaniker, Gartenarchitekt und Schriftsteller                                                        | 74    |       |
| 05. Januar | William Seiling                     | US-amerikanischer Tauzieher                                                                                    | 86    |       |
| 5. Januar  | Siegfried Reginald Wolf             | österreichischer Schachmeister                                                                                 | 83    |       |
| 6. Januar  | Ottavio Abbati                      | italienischer Antifaschist und Publizist                                                                       | 53    |       |
| 6. Januar  | Harry Camnitz                       | US-amerikanischer Baseballspieler                                                                              | 66    |       |
| 6. Januar  | Georges Jaloustre                   | französischer Jurist und monegassischer Staatsminister                                                         | 75    |       |
| 6. Januar  | Hermann Siebold                     | deutscher Politiker (SPD), MdR                                                                                 | 77    |       |
| 6. Januar  | Herbert Smith                       | englischer Fußballspieler                                                                                      | 73    |       |
| 6. Januar  | Wilhelm Sollmann                    | deutscher Journalist und Politiker (SPD), MdR                                                                  | 69    |       |
| 6. Januar  | Maila Talvio                        | finnische Schriftstellerin                                                                                     | 79    |       |
| 7. Januar  | Nelly Bodenheim                     | niederländische Zeichnerin und Lithografin                                                                     | 76    |       |
| 7. Januar  | Lucien Cuénot                       | französischer Biologe, Zoologe und Genetiker                                                                   | 84    |       |
| 7. Januar  | Robert Ettenreich                   | österreichischer Radiopionier                                                                                  | 60    |       |
| 7. Januar  | René Guénon                         | französischer Metaphysiker und esoterischer Schriftsteller                                                     | 64    |       |
| 07. Januar | Albert Heisé                        | französischer Leichtathlet                                                                                     | 51    |       |
| 7. Januar  | Cassian Lohest                      | belgischer Politiker                                                                                           | 57    |       |
| 7. Januar  | Sully Lombard                       | französischer calvinistischer Pastor                                                                           | 84    |       |
| 7. Januar  | Bouck White                         | US-amerikanischer Autor und Geistlicher, sozialistischer Aktivist                                              | 76    |       |
| 8. Januar  | Alexander Chulaparambil             | indischer Geistlicher und Bischof                                                                              | 73    |       |
| 8. Januar  | Ernst Dürig                         | deutscher Jurist                                                                                               | 62    |       |
| 8. Januar  | Hamilton Jukes                      | britischer Eishockeyspieler                                                                                    | 55    |       |
| 8. Januar  | Heinrich Steffensmeier              | deutscher Politiker (CDU), MdL                                                                                 | 57    |       |
| 8. Januar  | Max tom Dieck                       | deutscher Politiker (FDP)                                                                                      | 81    |       |
| 8. Januar  | Gustav Zeitzschel                   | deutscher Opernsänger (lyrischer Tenor) und Gesangs- und Klavierpädagoge                                       | 82    |       |
| 9. Januar  | Karl Friedrich                      | tschechoslowakischer Politiker (DNP)                                                                           | 83    |       |
| 9. Januar  | Heinrich Metzroth                   | katholischer Weihbischof in Trier                                                                              | 57    |       |
| 9. Januar  | Mabel Philipson                     | englisch-britische Schauspielerin, Politikerin und Mitglied des House of Commons (Conservative)                | 65    |       |
| 9. Januar  | Fritz Precht                        | deutscher Politiker (SPD), MdL                                                                                 | 68    |       |
| 9. Januar  | Detlef Schmidt                      | deutscher Politiker und Oberbürgermeister von Neumünster und Hameln                                            | 68    |       |
| 9. Januar  | Robert de Traz                      | Schweizer Schriftsteller und Pazifist                                                                          | 66    |       |
| 9. Januar  | George Fox Wilson                   | englischer Entomologe und Pflanzenschutzsachverständiger                                                       | 54    |       |
| 10. Januar | Tom Delahanty                       | US-amerikanischer Baseballspieler                                                                              | 78    |       |
| 10. Januar | J. Homer Dimon                      | US-amerikanischer Politiker                                                                                    | 81    |       |
| 10. Januar | Riccardo Divora                     | italienischer Ruderer                                                                                          | 42    |       |
| 10. Januar | Stanisław Golachowski               | polnischer Musikwissenschaftler und -pädagoge                                                                  | 43    |       |
| 10. Januar | Jakob Hefti                         | Schweizer Politiker und Volksschriftsteller                                                                    | 77    |       |
| 10. Januar | Charles A. Kennedy                  | US-amerikanischer Politiker                                                                                    | 81    |       |
| 10. Januar | Sinclair Lewis                      | amerikanischer Schriftsteller                                                                                  | 65    |       |
| 10. Januar | Yoshio Nishina                      | japanischer Physiker                                                                                           | 60    |       |
| 10. Januar | Athos Palma                         | argentinischer Komponist und Musikpädagoge                                                                     | 59    |       |
| 11. Januar | Guido Bonarelli                     | italienischer Erdölgeologe und Paläontologe                                                                    | 79    |       |
| 11. Januar | Wilhelm Kathol                      | deutscher Architekt und Baubeamter                                                                             | 72    |       |
| 11. Januar | Lennart von Post                    | schwedischer Geologe                                                                                           | 66    |       |
| 11. Januar | Bill Wagner                         | US-amerikanischer Baseballspieler                                                                              | 57    |       |
| 12. Januar | Momme Andresen                      | deutscher Chemiker                                                                                             | 93    |       |
| 12. Januar | Jacques de Baroncelli               | französischer Filmregisseur, Drehbuchautor und Filmproduzent                                                   | 69    |       |
| 12. Januar | Gustaf Boivie                       | schwedischer Sportschütze                                                                                      | 86    |       |
| 12. Januar | John Feistel                        | deutscher Theaterschauspieler                                                                                  | 78    |       |
| 12. Januar | Friedrich von Laer                  | deutscher Politiker (NSDAP)                                                                                    | 82    |       |
| 12. Januar | Maximilian von Sachsen              | sächsischer Prinz, katholischer Geistlicher und Gelehrter                                                      | 80    |       |
| 12. Januar | Hans Rupe                           | Schweizer Chemiker                                                                                             | 84    |       |
| 12. Januar | Ferdinand Saffe                     | deutscher Komponist, Musikforscher, Pädagoge und Organist                                                      | 83    |       |
| 13. Januar | Dorothea Bate                       | britische Paläontologin und Zoologin                                                                           | 72    |       |
| 13. Januar | Jacob Isenrath                      | deutscher Polizeipräsident und Politiker (Zentrum)                                                             | 71    |       |
| 13. Januar | Francesco Marchetti Selvaggiani     | italienischer Geistlicher, Kurienkardinal der römisch-katholischen Kirche                                      | 79    |       |
| 13. Januar | Pankraz Schuk                       | österreichischer Postbeamter und Schriftsteller                                                                | 73    |       |
| 13. Januar | Tadeusz Tołwiński                   | polnischer Architekt und Stadtplaner                                                                           | 63    |       |
| 14. Januar | Fritz Balogh                        | deutscher Fußballspieler                                                                                       | 30    |       |
| 14. Januar | Tor Jonsson                         | norwegischer Schriftsteller                                                                                    | 34    |       |
| 14. Januar | Hermann Struck                      | deutscher Politiker (GB/BHE), MdL                                                                              | 58    |       |
| 14. Januar | Maxence Van der Meersch             | französischer Schriftsteller                                                                                   | 43    |       |
| 14. Januar | Gregorios Xenopoulos                | griechischer Schriftsteller                                                                                    | 83    |       |
| 15. Januar | Marius Audin                        | französischer Historiker, Drucker und Verleger                                                                 | 78    |       |
| 15. Januar | Adolf Ende                          | deutscher Politiker (KPD), MdR und Journalist                                                                  | 51    |       |
| 15. Januar | Wilhelm Kalveram                    | deutscher Betriebswirt                                                                                         | 68    |       |
| 15. Januar | Walther Seidler                     | deutscher Politiker (NSDAP), MdR                                                                               | 53    |       |
| 15. Januar | Ernest Dunlop Swinton               | britischer Offizier                                                                                            | 82    |       |
| 15. Januar | Nikolai Vekšin                      | estnischer bzw. sowjetischer Segler                                                                            | 63    |       |
| 15. Januar | Erwin Voellmy                       | schweizerischer Schachmeister und Mathematiker                                                                 | 64    |       |
| 16. Januar | Julius Bamberger                    | Kaufhausbesitzer in Bremen                                                                                     | 70    |       |
| 16. Januar | Ferike Boros                        | ungarisch-amerikanische Schauspielerin                                                                         | 77    |       |
| 16. Januar | Edith Hannam                        | englische Tennisspielerin                                                                                      | 72    |       |
| 16. Januar | Étienne de Larminat                 | französischer Offizier und Topograph                                                                           | 87    |       |
| 16. Januar | Guus Schilling                      | niederländischer Bahnradsportler                                                                               | 74    |       |
| 17. Januar | Alfred Rudolfowitsch Eberling       | russischer und sowjetischer Maler                                                                              | 79    |       |
| 17. Januar | Franziskus Hennemann                | deutscher Missionsbischof                                                                                      | 68    |       |
| 17. Januar | Ernst Hintzmann                     | deutscher Marineoffizier und Politiker (DVP, DNVP), MdBB, MdR                                                  | 70    |       |
| 18. Januar | John T. Brown                       | US-amerikanischer Politiker                                                                                    | 74    |       |
| 18. Januar | Amy Carmichael                      | britische Missionarin und Autorin                                                                              | 83    |       |
| 18. Januar | Mary Violet Graeme                  | englische Badmintonspielerin                                                                                   |       |       |
| 18. Januar | Jack Holt                           | US-amerikanischer Stumm- und Tonfilm-Schauspieler                                                              | 62    |       |
| 18. Januar | Christian Portner                   | Schweizer Evangelist                                                                                           | 80    |       |
| 18. Januar | August Scheidgen                    | deutscher Architekt                                                                                            | 84    |       |
| 18. Januar | Guy H. Sturgis                      | US-amerikanischer Richter und Politiker                                                                        | 73    |       |
| 19. Januar | Johannes Mattfeld                   | deutscher Botaniker                                                                                            | 56    |       |
| 19. Januar | Howard Unwin Moffat                 | Premierminister Südrhodesiens                                                                                  | 82    |       |
| 19. Januar | Elfriede Ryneck                     | deutsche Politikerin (SPD), MdR, MdL                                                                           | 78    |       |
| 19. Januar | Franz Seifert                       | österreichischer Bildhauer                                                                                     | 84    |       |
| 19. Januar | Karl Spitzner                       | deutscher Bergbeamter                                                                                          | 74    |       |
| 20. Januar | Anastasio Alfaro                    | costa-ricanischer Archäologe, Geologe, Ethnologe und Autor                                                     | 85    |       |
| 20. Januar | Emily Beatrice Bland                | britische Malerin                                                                                              | 86    |       |
| 20. Januar | Maria Boschetti-Alberti             | Schweizer Pädagogin                                                                                            | 71    |       |
| 20. Januar | Alexander Chuhaldin                 | kanadischer Geiger, Dirigent, Komponist und Musikpädagoge                                                      | 58    |       |
| 20. Januar | Johann Culemeyer                    | deutscher Ingenieur                                                                                            | 67    |       |
| 20. Januar | Jesse More Greenman                 | US-amerikanischer Botaniker                                                                                    | 83    |       |
| 21. Januar | Ernest Cossart                      | britischer Schauspieler                                                                                        | 74    |       |
| 21. Januar | R. Q. Dickerson                     | US-amerikanischer Jazz-Musiker                                                                                 |       |       |
| 21. Januar | Georg Einbeck                       | deutscher Kaufmann, Maler und Fotograf                                                                         | 80    |       |
| 21. Januar | David F. Johnson                    | US-amerikanischer Politiker                                                                                    | 79    |       |
| 21. Januar | Miyamoto Yuriko                     | japanische Schriftstellerin                                                                                    | 51    |       |
| 21. Januar | Erich Moewes                        | deutscher Verwaltungsjurist                                                                                    | 75    |       |
| 21. Januar | Hélène d’Orléans                    | Prinzessin von Frankreich, Herzogin von Aosta                                                                  | 79    |       |
| 21. Januar | Benjamin Stolberg                   | amerikanischer Sozialwissenschaftler und Journalist                                                            | 59    |       |
| 22. Januar | Harald Bohr                         | dänischer Mathematiker und Fußballspieler                                                                      | 63    |       |
| 22. Januar | Heinrich Giebel                     | deutscher Maler                                                                                                | 85    |       |
| 22. Januar | Georg Herting                       | deutscher Bildhauer und Hochschullehrer                                                                        | 78    |       |
| 22. Januar | Karl Ludwig Nessler                 | deutscher Friseur und der Erfinder der Dauerwelle                                                              | 78    |       |
| 22. Januar | Lawson Robertson                    | US-amerikanischer Leichtathlet und Trainer                                                                     | 67    |       |
| 22. Januar | Anna Siemsen                        | deutsche Pädagogin und Politikerin                                                                             | 69    |       |
| 23. Januar | Marie Joseph Barthélemy             | französischer Generalmajor und Mitglied der IMKK                                                               | 84    |       |
| 23. Januar | Luther Lee Bernard                  | US-amerikanischer Soziologe und Sozialpsychologe                                                               | 69    |       |
| 23. Januar | Hermann Borchardt                   | deutscher Schriftsteller                                                                                       | 62    |       |
| 23. Januar | Ludwig Boslet                       | deutscher Organist und Komponist                                                                               | 90    |       |
| 23. Januar | Martin Grabert                      | deutscher Komponist und Organist                                                                               | 82    |       |
| 23. Januar | Charles Edgar Schoenbaum            | US-amerikanischer Kameramann                                                                                   | 57    |       |
| 23. Januar | Gerhard Schulte                     | deutscher Schriftsteller                                                                                       | 75    |       |
| 23. Januar | Emil Sieg                           | deutscher Indologe und Tocharologe                                                                             | 84    |       |
| 24. Januar | Eugen Meindl                        | deutscher Offizier, zuletzt General der Fallschirmtruppe im Zweiten Weltkrieg                                  | 58    |       |
| 24. Januar | Eleonora von Mendelssohn            | deutsche Schauspielerin und Kunstsammlerin                                                                     | 51    |       |
| 24. Januar | Abelardo Olivier                    | italienischer Fechter und Olympiasieger                                                                        | 73    |       |
| 24. Januar | Franz Vesely                        | österreichischer Landtagsabgeordneter                                                                          | 52    |       |
| 24. Januar | Fritz Wichert                       | deutscher Kunsthistoriker                                                                                      | 72    |       |
| 25. Januar | Julius Boecker                      | deutscher Verwaltungsjurist und Honorarprofessor                                                               | 78    |       |
| 25. Januar | Ernst Bux                           | deutscher Althistoriker und Gymnasiallehrer                                                                    | 60    |       |
| 25. Januar | Mara Feldern-Förster                | deutsche Schauspielerin und Sängerin                                                                           | 84    |       |
| 25. Januar | Charles Willauer Kutz               | US-amerikanischer Politiker                                                                                    | 80    |       |
| 25. Januar | Walter Maddock                      | US-amerikanischer Politiker                                                                                    | 70    |       |
| 25. Januar | Jakob Renz                          | Bürgermeister von Mosbach                                                                                      | 84    |       |
| 25. Januar | Martin Rikli                        | Schweizer Botaniker                                                                                            | 82    |       |
| 25. Januar | Sergei Iwanowitsch Wawilow          | russischer Physiker                                                                                            | 59    |       |
| 25. Januar | Friedrich Wellermann                | deutscher Architekt                                                                                            | 85    |       |
| 26. Januar | Henri Bard                          | französischer Fußballspieler                                                                                   | 58    |       |
| 26. Januar | Charles N. Crosby                   | US-amerikanischer Politiker                                                                                    | 74    |       |
| 26. Januar | Alois Haueis                        | österreichischer Landtagsabgeordneter, Abgeordneter zum Nationalrat                                            | 90    |       |
| 26. Januar | Marion Mackenzie                    | englisch-britische Ärztin und Suffragette                                                                      |       |       |
| 26. Januar | Werner Studentkowski                | deutscher Politiker                                                                                            | 47    |       |
| 27. Januar | Robert Allmers                      | Präsident des Reichsverbandes der deutschen Automobilindustrie                                                 | 78    |       |
| 27. Januar | Carl Gustaf Emil Mannerheim         | finnischer Offizier und Staatsmann                                                                             | 83    |       |
| 27. Januar | Albert Müller                       | deutscher Kommunist, Widerstandskämpfer gegen den Nationalsozialismus                                          | 59    |       |
| 27. Januar | Eugen Schulz-Breiden                | deutscher Schauspieler, Regisseur und Dramaturg                                                                | 48    |       |
| 28. Januar | Robert Edward Lee Allen             | US-amerikanischer Politiker                                                                                    | 85    |       |
| 28. Januar | Jürgen Bachmann                     | deutscher Architekt                                                                                            | 78    |       |
| 28. Januar | Alfons von Bram                     | deutscher Generalmajor der Reichswehr                                                                          | 85    |       |
| 28. Januar | Max Gohl                            | deutscher kommunistischer Widerstandskämpfer                                                                   | 64    |       |
| 28. Januar | Karl Heitmüller                     | deutscher Zahnmediziner                                                                                        | 86    |       |
| 28. Januar | Gustav Ickler                       | Schlosser, Gewerkschaftsvorsitzender und Mitglied des Deutschen Reichstags                                     | 80    |       |
| 29. Januar | Gustav Binz                         | deutscher Philologe und Bibliothekar                                                                           | 86    |       |
| 29. Januar | Edward Graham (Offizier)            | britischer Generalmajor                                                                                        | 92    |       |
| 29. Januar | John Duncan Gregory                 | britischer Diplomat                                                                                            | 72    |       |
| 29. Januar | John B. Sullivan                    | US-amerikanischer Politiker                                                                                    | 53    |       |
| 30. Januar | Louis Albert                        | französischer Skispringer                                                                                      | 52    |       |
| 30. Januar | Dikran Khan Kelekian                | armenisch-amerikanischer Kunsthändler und Kunstsammler                                                         | 83    |       |
| 30. Januar | Wilhelm Methner                     | deutscher Kolonialbeamter                                                                                      | 80    |       |
| 30. Januar | Lorenz Pieper                       | Priester und Nationalsozialist                                                                                 | 75    |       |
| 30. Januar | Ferdinand Porsche                   | österreichisch-deutscher Autokonstrukteur                                                                      | 75    |       |
| 30. Januar | Georg Reinhold                      | österreichischer Katholischer Theologe und Hochschullehrer                                                     | 89    |       |
| 30. Januar | Wilhelm Schmidthild                 | deutscher Maler, Grafiker, Illustrator und Kunstprofessor                                                      | 75    |       |
| 30. Januar | Arnold Zimmermann                   | Schweizer evangelischer Geistlicher und Heimatforscher                                                         | 78    |       |
| 31. Januar | Paul Kilburger                      | deutscher Architekt und Baubeamter                                                                             | 87    |       |
| 31. Januar | Kim Ch’aek                          | nordkoreanischer General und Politiker                                                                         | 47    |       |
| 31. Januar | Alfons Weißgatterer                 | österreichischer Politiker (ÖVP) und Landeshauptmann von Tirol                                                 | 52    |       |
| Januar     | Herbert Strickner                   | deutscher Polizeibeamter und SS-Führer                                                                         | 39    |       |

## Februar
| Tag         | Name                                      | Beruf, bekannt als                                                                              | Alter | Beleg |
| ----------- | ----------------------------------------- | ----------------------------------------------------------------------------------------------- | ----- | ----- |
| 1. Februar  | Ennio Cerlesi                             | italienischer Schauspieler und Synchronsprecher                                                 | 50    |       |
| 1. Februar  | Hans Gerdien                              | deutscher Physiker                                                                              | 73    |       |
| 2. Februar  | Iwan Wassiljewitsch Doronin               | sowjetischer Pilot, Held der Sowjetunion                                                        | 47    |       |
| 2. Februar  | Julius Heffner                            | deutscher Lehrer und Maler                                                                      | 73    |       |
| 3. Februar  | Choudhary Rahmat Ali                      | Begründer der Pakistan National Movement                                                        | 53    |       |
| 3. Februar  | Marguerite Boulc’h                        | französische Chansonsängerin und Schauspielerin                                                 | 59    |       |
| 3. Februar  | Alfred A. Cohn                            | US-amerikanischer Drehbuchautor                                                                 | 70    |       |
| 3. Februar  | Luis Bernabé Heredia                      | argentinischer Fußballspieler                                                                   |       |       |
| 3. Februar  | August Horch                              | deutscher Maschinenbauingenieur und Gründer der Automobilbauunternehmen Horch und Audi          | 82    |       |
| 3. Februar  | Yvonne-Aimée de Jésus                     | französische Nonne und Mystikerin                                                               | 49    |       |
| 3. Februar  | Zaifeng                                   | chinesischer Regent                                                                             | 67    |       |
| 4. Februar  | Eduard Fischer                            | österreichischer Unternehmer, Mitbegründer der Österreichischen Daimler-Motoren-Gesellschaft    | 82    |       |
| 4. Februar  | Cecil Gant                                | US-amerikanischer Bluessänger und Pianist                                                       | 37    |       |
| 4. Februar  | Auguste Henke                             | deutsche liberale Politikerin                                                                   | 83    |       |
| 5. Februar  | Hermann Abendroth                         | deutscher Kabarettist, Entertainer und Komponist                                                | 68    |       |
| 5. Februar  | Ernst Bail                                | deutscher Ministerialbeamter und Wirtschaftsjurist                                              | 79    |       |
| 5. Februar  | Emil Beurmann                             | Schweizer Schriftsteller, Dichter, Zeichner und Maler                                           | 88    |       |
| 5. Februar  | Charles Bollet                            | französischer Turner                                                                            | 76    |       |
| 5. Februar  | Eugen Curti                               | Schweizer Jurist und Politiker                                                                  | 85    |       |
| 5. Februar  | Alfred Halm                               | österreichischer Schauspieler, Theaterregisseur, Theaterleiter, Drehbuchautor und Filmregisseur | 89    |       |
| 5. Februar  | Kurt Kröning                              | deutscher Politiker (LDP), MdV                                                                  | 57    |       |
| 5. Februar  | Enrique Mejía Arredondo                   | dominikanischer Komponist und Dirigent                                                          | 49    |       |
| 5. Februar  | Hermann Neuton Paulsen                    | deutscher Pädagoge und Besitzer der Hallig Süderoog                                             | 52    |       |
| 5. Februar  | Robert Rigel                              | österreichisch-deutscher Offizier und SA-Führer                                                 | 78    |       |
| 6. Februar  | Karl Maria Kaufmann                       | deutscher christlicher Archäologe                                                               | 78    |       |
| 7. Februar  | Shirley Clay                              | US-amerikanischer Jazzmusiker                                                                   |       |       |
| 7. Februar  | Florent Du Bois de La Villerabel          | französischer römisch-katholischer Geistlicher und Erzbischof                                   | 73    |       |
| 7. Februar  | Franz Josef Wachter                       | österreichischer Politiker, Abgeordneter zum Vorarlberger Landtag                               | 83    |       |
| 8. Februar  | Otto Oppenheimer                          | jüdischer Tuchgroßhändler in Bruchsal                                                           | 75    |       |
| 8. Februar  | Fritz Thyssen                             | deutscher Unternehmer und Politiker (NSDAP), MdR                                                | 77    |       |
| 8. Februar  | Emil Zimmermann                           | deutscher Jurist und Politiker, Oberbürgermeister von Gelsenkirchen                             | 66    |       |
| 9. Februar  | Eddy Duchin                               | US-amerikanischer Bandleader und Pianist                                                        | 40    |       |
| 9. Februar  | Ernest Hutcheson                          | australischer Pianist, Musikpädagoge und Komponist                                              | 79    |       |
| 9. Februar  | Neville Bulwer-Lytton, 3. Earl of Lytton  | britischer Offizier, Sportler und Maler                                                         | 72    |       |
| 10. Februar | Georg Behnes                              | deutscher Rittergutsbesitzer, Verwaltungsbeamter und Parlamentarier                             | 81    |       |
| 10. Februar | Joseph Bovet                              | Schweizer Komponist, katholischer Priester                                                      | 71    |       |
| 10. Februar | Édouard Écuyer de le Court                | belgischer Moderner Fünfkämpfer                                                                 | 49    |       |
| 10. Februar | Josef Grendel                             | deutscher Theologe                                                                              | 73    |       |
| 10. Februar | Carsten Karkmeyer                         | Pädagoge, Politiker (DVP), MdBB und Wirtschaftsdirektor                                         | 77    |       |
| 10. Februar | George Abram Miller                       | US-amerikanischer Mathematiker                                                                  | 87    |       |
| 10. Februar | Paul Storm                                | deutscher Maler und Grafiker                                                                    | 71    |       |
| 11. Februar | Louis Brody                               | deutscher Schauspieler                                                                          | 58    |       |
| 11. Februar | Robert Gregg Bury                         | britischer Altphilologe                                                                         | 81    |       |
| 11. Februar | Thomas Chaloner, 2. Baron Gisborough      | britischer Landbesitzer und Offizier                                                            | 61    |       |
| 11. Februar | Ambroise Croizat                          | französischer Gewerkschaftsfunktionär und Politiker (PCF)                                       | 50    |       |
| 11. Februar | Konrad Ludwig                             | deutscher Mathematiker                                                                          | 52    |       |
| 11. Februar | Ernst Rühe                                | deutscher Generalarzt der Wehrmacht                                                             | 59    |       |
| 12. Februar | Else Heller                               | österreichisch-deutsche Bühnen- und Filmschauspielerin                                          | 67    |       |
| 12. Februar | Marie-Louise Pailleron                    | französische Schriftstellerin, Romanistin und Literarhistorikerin                               |       |       |
| 12. Februar | Marc de Ranse                             | französischer Komponist, Organist, Dirigent und Musikpädagoge                                   | 69    |       |
| 12. Februar | Frank D. Scott                            | US-amerikanischer Politiker                                                                     | 72    |       |
| 12. Februar | Claës-Axel Wersäll                        | schwedischer Turner                                                                             | 62    |       |
| 13. Februar | Lars Gabriel Andersson                    | schwedischer Lehrer und Herpetologe                                                             | 82    |       |
| 13. Februar | Lloyd C. Douglas                          | US-amerikanischer Priester und Autor                                                            | 73    |       |
| 13. Februar | Georg van Eyck                            | deutscher Unternehmer und Politiker (Zentrum), MdR                                              | 81    |       |
| 13. Februar | Teodor Kubina                             | polnischer Bischof von Częstochowa, Polen                                                       | 70    |       |
| 14. Februar | Michael J. Hart                           | US-amerikanischer Politiker                                                                     | 73    |       |
| 15. Februar | Hans Arlt                                 | deutscher Ministerialbeamter und Hochschullehrer                                                | 67    |       |
| 15. Februar | Jack Luden                                | US-amerikanischer Schauspieler                                                                  | 49    |       |
| 15. Februar | Erwin Wendt                               | deutscher Maler                                                                                 | 50    |       |
| 15. Februar | Josef Zander                              | deutscher Kommunalpolitiker (Zentrum), Bürgermeister von Bad Godesberg                          | 72    |       |
| 16. Februar | Leonid Arbusow                            | deutsch-baltischer Historiker und Hochschullehrer                                               | 68    |       |
| 16. Februar | Léon-Désiré-Paulin-François-Joseph Bievez | Generalleutnant der belgischen Streitkräfte                                                     | 61    |       |
| 16. Februar | Hans Böckler                              | deutscher Politiker (SPD), MdR, MdL und Gewerkschaftsfunktionär                                 | 75    |       |
| 16. Februar | Bohuslav Dvořák                           | böhmischer Maler                                                                                | 83    |       |
| 16. Februar | Irene Fuchs                               | deutsche Juristin und Holocaustüberlebende                                                      | 45    |       |
| 16. Februar | Carl Renz                                 | Schweizer Geologe und Paläontologe                                                              | 74    |       |
| 16. Februar | Rudolf Roß                                | deutscher Politiker (SPD), MdHB und Erster Bürgermeister                                        | 78    |       |
| 16. Februar | Heinrich von Srbik                        | österreichischer Historiker und Politiker (NSDAP), MdR                                          | 72    |       |
| 17. Februar | Martin Mayer                              | deutscher Tropenmediziner und Bakteriologe                                                      | 75    |       |
| 17. Februar | Arnold Pressburger                        | österreichisch Filmproduzent                                                                    | 65    |       |
| 17. Februar | Johann Sophian Christian Richter          | deutscher Politiker (Zentrum), MdR                                                              | 76    |       |
| 17. Februar | Nikogaios Tigranjan                       | sowjetischer Komponist, Musikpädagoge und Folklorist                                            | 94    |       |
| 18. Februar | Gustav Cords                              | deutscher Komponist                                                                             | 80    |       |
| 18. Februar | Erich Carl Kühr                           | deutscher Astrologe und Schriftsteller                                                          | 51    |       |
| 18. Februar | James Peter Quinn                         | australischer Porträt-, Genre- und Landschaftsmaler                                             | 81    |       |
| 18. Februar | Charles Hiram Randall                     | US-amerikanischer Politiker                                                                     | 85    |       |
| 18. Februar | Charles R. Robertson                      | US-amerikanischer Politiker                                                                     | 61    |       |
| 18. Februar | Fritz Schönpflug                          | österreichischer Maler und Illustrator                                                          | 77    |       |
| 19. Februar | Wilhelm Dengler                           | deutscher Politiker (SPD), MdL                                                                  | 61    |       |
| 19. Februar | Franz Drexl                               | deutscher Byzantinist und Gymnasiallehrer                                                       | 65    |       |
| 19. Februar | André Gide                                | französischer Schriftsteller                                                                    | 81    |       |
| 19. Februar | Hermann Harnisch                          | deutscher Politiker (SPD, SED)                                                                  | 67    |       |
| 19. Februar | Franz Kämmerer                            | deutscher Orgelbauer                                                                            | 82    |       |
| 19. Februar | Vester Pegg                               | US-amerikanischer Filmschauspieler                                                              | 61    |       |
| 19. Februar | Hugo Sällström                            | schwedischer Segler                                                                             | 80    |       |
| 19. Februar | Felix Skutsch                             | deutscher Arzt und Gynäkologe                                                                   | 90    |       |
| 20. Februar | Ernst von Angerer                         | deutscher Physiker                                                                              | 70    |       |
| 20. Februar | Sarah Jane Baines                         | britische Feministin, Suffragette und Sozialreformerin                                          | 84    |       |
| 20. Februar | Howard Brockway                           | US-amerikanischer Komponist                                                                     | 80    |       |
| 20. Februar | Charles Fergusson, 7. Baronet             | britischer Militärgouverneur in Köln und Generalgouverneur von Neuseeland                       | 86    |       |
| 20. Februar | Edmund Hoffmeister                        | deutscher Generalmajor im Zweiten Weltkrieg                                                     | 57    |       |
| 20. Februar | Karl Rüdiger                              | deutscher Politiker                                                                             | 54    |       |
| 21. Februar | Otto Creutz                               | preußischer Landrat                                                                             | 61    |       |
| 21. Februar | Lilian Ellis                              | dänische Tänzerin und Schauspielerin                                                            | 43    |       |
| 21. Februar | Gustav Höhne                              | deutscher General der Infanterie im Zweiten Weltkrieg                                           | 58    |       |
| 21. Februar | Heinrich Klerx                            | deutscher Politiker                                                                             | 60    |       |
| 21. Februar | Katarzyna Kobro                           | polnische Bildhauerin                                                                           | 53    |       |
| 21. Februar | Erwin Köhler                              | Opfer des Stalinismus                                                                           | 49    |       |
| 21. Februar | Wilhelm Scherthanner                      | Salzburger Landtagsabgeordneter und Landesrat                                                   | 69    |       |
| 22. Februar | Arthur L. Conger                          | US-amerikanischer Soldat und Präsident der Theosophischen Gesellschaft in Amerika               | 79    |       |
| 22. Februar | Alfred Lindley                            | US-amerikanischer Ruderer                                                                       | 47    |       |
| 22. Februar | Ethel Snowden                             | britische Politikerin                                                                           | 69    |       |
| 22. Februar | Józef Zawadzki                            | polnischer Chemiker                                                                             | 64    |       |
| 23. Februar | Hugo Heimann                              | deutscher Verleger, Mäzen und Politiker                                                         | 91    |       |
| 23. Februar | Elliott Lester                            | US-amerikanischer Theater- und Drehbuchautor                                                    | 57    |       |
| 23. Februar | Victor Müller                             | österreichischer Maler                                                                          | 79    |       |
| 24. Februar | Dan Aitken                                | schottischer Fußballspieler                                                                     | 68    |       |
| 24. Februar | Johann Nepomuk Bürkel                     | deutscher Architekt und Baumeister                                                              | 86    |       |
| 24. Februar | Charles Forsyth                           | britischer Wasserballspieler                                                                    | 66    |       |
| 24. Februar | Joseph Maria Herlet                       | Weingutbesitzer und Landrat im Landkreis Cochem                                                 | 74    |       |
| 24. Februar | Tulio Vesprini                            | italienischer Automobilrennfahrer                                                               | 66    |       |
| 25. Februar | August Bellert                            | deutscher Politiker                                                                             | 73    |       |
| 25. Februar | Wilhelm Ellenbogen                        | österreichischer Arzt und Abgeordneter zum Nationalrat                                          | 87    |       |
| 25. Februar | Emil Epstein                              | österreichischer Pathologe                                                                      | 75    |       |
| 25. Februar | Alfred Grünwald                           | österreichischer Operettenlibrettist                                                            | 67    |       |
| 25. Februar | Viktor Tischler                           | österreichischer Maler                                                                          | 60    |       |
| 26. Februar | Wilhelm Dachauer                          | österreichischer Maler                                                                          | 69    |       |
| 26. Februar | Mordechai Ehrenpreis                      | Rabbiner, Schriftsteller, Übersetzer                                                            | 81    |       |
| 26. Februar | Heinrich Göbel                            | deutscher Architekt                                                                             | 71    |       |
| 26. Februar | Sabiha Kasimati                           | albanische Ichthyologin                                                                         | 38    |       |
| 26. Februar | Bernhard Ketzlick                         | deutscher Ordensgeistlicher                                                                     | 43    |       |
| 26. Februar | Paul Neidhardt                            | deutscher Maler                                                                                 | 76    |       |
| 26. Februar | Otto Schultz                              | deutscher Politiker und Gutsbesitzer                                                            | 68    |       |
| 27. Februar | Hanns Benda                               | deutscher Admiral im Zweiten Weltkrieg                                                          | 73    |       |
| 27. Februar | Adolf Mordhorst                           | deutscher evangelisch-lutherischer Theologe                                                     | 84    |       |
| 27. Februar | Georg de Pottere                          | österreichisch-ungarischer Diplomat und Publizist                                               | 75    |       |
| 27. Februar | August Leopold Saß                        | deutscher Violinist und Musikpädagoge                                                           | 76    |       |
| 27. Februar | Willy Schramm                             | deutscher Politiker                                                                             | 50    |       |
| 27. Februar | Edmund von Thermann                       | deutscher Diplomat                                                                              | 66    |       |
| 28. Februar | Maud Cunnington                           | walisische Archäologin                                                                          | 81    |       |
| 28. Februar | Otto Meyer                                | Präsident des OLG Celle                                                                         | 83    |       |
| 28. Februar | Johann Heinrich Sandstede                 | deutscher Pflanzenforscher (Lichenologe)                                                        | 91    |       |
| 28. Februar | Henry Taylor                              | britischer Schwimmer                                                                            | 65    |       |
| 28. Februar | Wsewolod W. Wischnewski                   | sowjetischer Dramatiker und Revolutionär                                                        | 50    |       |
| Februar     | Wilhelm Schodde                           | deutscher Kunstmaler                                                                            | 67    |       |

## März
| Tag         | Name                                 | Beruf, bekannt als                                                                                              | Alter | Beleg |
| ----------- | ------------------------------------ | --- | ----- | ----- |
| 1. März     | Gustav Bechtold                      | deutscher Verwaltungsjurist                                                                                     | 74    |       |
| 1. März     | Fred Gabourie                        | kanadischer Filmarchitekt                                                                                       | 69    |       |
| 1. März     | Johannes Janssen                     | deutscher Politiker                                                                                             | 82    |       |
| 2. März     | Jakow Giljarijewitsch Etinger        | russischer Kardiologe                                                                                           |       |       |
| 3. März     | Siegfried Hilpert                    | deutscher Chemiker                                                                                              | 67    |       |
| 3. März     | Jan Hendrik Holwerda                 | niederländischer Archäologe                                                                                     | 77    |       |
| 3. März     | Erich Körner                         | deutscher Maler                                                                                                 | 84    |       |
| 3. März     | Arthur Peppercorn                    | britischer Dampflokomotivkonstrukteur                                                                           | 62    |       |
| 3. März     | Stefan Rasmussen                     | dänischer Fußballspieler                                                                                        | 70    |       |
| 3. März     | Melchior Ruoff                       | Fotograf und Ansichtskartenverleger                                                                             | 71    |       |
| 3. März     | Jewhen Spektorskyj                   | ukrainischer Philosoph, Soziologe und Autor                                                                     | 75    |       |
| 4. März     | Fritz Bernotat                       | deutscher SS-Standartenführer                                                                                   | 60    |       |
| 4. März     | Hans Ormund Bringolf                 | Schweizer Abenteurer                                                                                            | 75    |       |
| 4. März     | Dina Galli                           | italienische Schauspielerin                                                                                     | 73    |       |
| 4. März     | Rudolf Hafner                        | österreichischer Maler und Bühnenbildner                                                                        | 57    |       |
| 4. März     | Paul Pfeiffer                        | deutscher Chemiker                                                                                              | 75    |       |
| 4. März     | William Zimdin                       | Immobilienhändler, Hotel- und Casinobsitzer                                                                     | 70    |       |
| 5. März     | Hans Bayerlein                       | deutscher Maler und Zeichner                                                                                    | 61    |       |
| 5. März     | Frieda Blell                         | deutsche Landschaftsmalerin                                                                                     | 76    |       |
| 5. März     | Josef Dinkhauser                     | österreichischer Buchbindermeister und Abgeordneter zum Nationalrat                                             | 60    |       |
| 5. März     | Jiří Karásek ze Lvovic               | tschechischer Vertreter und Anhänger der Décadence                                                              | 80    |       |
| 5. März     | George Montgomery                    | US-amerikanischer Szenenbildner beim Film                                                                       | 51    |       |
| 5. März     | Werner Rhode                         | deutscher Jurist und Politiker                                                                                  | 66    |       |
| 5. März     | Petro Sakoworot                      | ukrainischer Fechter                                                                                            |       |       |
| 5. März     | Leo Singer                           | österreichischer Schauspieler und Schausteller                                                                  | 73    |       |
| 6. März     | Alexej A. Hackel                     | russischer Kunsthistoriker und Theologe                                                                         | 58    |       |
| 06. März    | Philip Daubenspeck                   | US-amerikanischer Wasserballspieler                                                                             | 45    |       |
| 6. März     | Ivor Novello                         | britischer Entertainer                                                                                          | 58    |       |
| 6. März     | Wolodymyr Wynnytschenko              | ukrainischer Politiker und Schriftsteller                                                                       | 70    |       |
| 7. März     | Hermann Hagedorn                     | deutscher Lehrer und Heimatdichter                                                                              | 66    |       |
| 7. März     | William D. Harkins                   | US-amerikanischer Chemiker                                                                                      | 77    |       |
| 7. März     | Friedrich Hoffmann                   | deutscher Richter, letzter Kurator der Albertus-Universität                                                     | 76    |       |
| 7. März     | Hans Huber-Sulzemoos                 | deutscher Maler                                                                                                 | 77    |       |
| 7. März     | Adolf Lüben                          | Amtshauptmann in Grevesmühlen                                                                                   | 87    |       |
| 7. März     | Rangsit Prayurasakdi                 | thailändischer Prinz, Prinzregent von Siam                                                                      | 65    |       |
| 7. März     | Ali Razmara                          | iranischer Generalleutnant und Premierminister                                                                  |       |       |
| 7. März     | Karl Vierath                         | deutscher Politiker                                                                                             | 67    |       |
| 8. März     | Virgil Chapman                       | US-amerikanischer Politiker                                                                                     | 55    |       |
| 8. März     | Charles Coleman                      | australischer Schauspieler der Stumm- und Tonfilmära                                                            | 65    |       |
| 8. März     | Samuel D. Jackson                    | US-amerikanischer Politiker                                                                                     | 55    |       |
| 9. März     | Schalwa Karumidse                    | georgischer Politiker                                                                                           | 63    |       |
| 9. März     | Petrus Legge                         | deutscher katholischer Bischof von Meißen                                                                       | 68    |       |
| 9. März     | Jacob L. Milligan                    | US-amerikanischer Politiker                                                                                     | 62    |       |
| 9. März     | Gonzalo Queipo de Llano              | spanischer General                                                                                              | 76    |       |
| 9. März     | Heinrich Zita                        | österreichischer Bildhauer und Medailleur                                                                       | 68    |       |
| 10. März    | Hans Karl Abel                       | deutscher Schriftsteller                                                                                        | 74    |       |
| 10. März    | Fritz Danild                         | dänischer Langstreckenläufer                                                                                    | 57    |       |
| 10. März    | Max Henze                            | deutscher Politiker                                                                                             | 51    |       |
| 10. März    | Richard Hildebrandt                  | deutscher SS-Angehöriger und Kriegsverbrecher                                                                   | 53    |       |
| 10. März    | Frerich Koch                         | deutscher Politiker                                                                                             | 79    |       |
| 10. März    | Ludwig Kohlen                        | deutscher Politiker                                                                                             | 81    |       |
| 10. März    | Jussi Kurikkala                      | finnischer Skilangläufer                                                                                        | 38    |       |
| 10. März    | Iakob Nikoladse                      | georgischer Bildhauer                                                                                           | 74    |       |
| 10. März    | Shidehara Kijūrō                     | 31. Premierminister von Japan                                                                                   | 78    |       |
| 11. März    | Markus Schleicher                    | deutscher Gewerkschafter und Politiker                                                                          | 66    |       |
| 11. März    | Otto Wendel                          | deutscher Mediziner                                                                                             | 81    |       |
| 12. März    | Harold Bauer                         | US-amerikanischer Pianist und Musikpädagoge                                                                     | 77    |       |
| 12. März    | Alfred Hugenberg                     | deutscher Montan- und Medienunternehmer, Politiker                                                              | 85    |       |
| 12. März    | Anton Melzer                         | Bürgermeister von Innsbruck                                                                                     | 53    |       |
| 12. März    | Friedrich Schaffernak                | österreichischer Wasserbauingenieur und Hydrologe                                                               | 69    |       |
| 13. März    | Hara Tamiki                          | japanischer Schriftsteller                                                                                      | 45    |       |
| 13. März    | Moses E. Lewis                       | US-amerikanischer Politiker                                                                                     | 96    |       |
| 13. März    | Oskar C. Posa                        | österreichischer Komponist und Kapellmeister                                                                    | 78    |       |
| 13. März    | Wilhelm Redeligx                     | deutscher Lithograph und Winzer                                                                                 |       |       |
| 13. März    | James Ingall Wedgwood                | englischer Erzbischof der Liberalkatholischen Kirche                                                            | 67    |       |
| 14. März    | Imre Békessy                         | österreichisch-ungarischer Journalist und Verleger                                                              | 63    |       |
| 14. März    | Adolf Emge                           | deutscher Pädagoge, Musiker, Komponist und Dirigent                                                             | 77    |       |
| 14. März    | Lippo Hertzka                        | ungarischer Fußballspieler und -trainer                                                                         | 46    |       |
| 14. März    | Hans Hunziker                        | Schweizer Ingenieur                                                                                             | 72    |       |
| 14. März    | Paul Landau                          | deutscher Journalist und Schriftsteller                                                                         | 70    |       |
| 14. März    | Val Lewton                           | US-amerikanischer Filmproduzent                                                                                 | 46    |       |
| 14. März    | Heinz von Lichberg                   | deutscher Schriftsteller und Journalist                                                                         | 60    |       |
| 14. März    | Saladin Schmitt                      | Regisseur und Theaterintendant                                                                                  | 67    |       |
| 14. März    | Adele Schmitz                        | deutsche Frauenrechtlerin                                                                                       | 83    |       |
| 14. März    | Heinrich Sinz                        | deutscher katholischer Pfarrer und Autor                                                                        | 79    |       |
| 15. März    | Gerard van Beek                      | niederländischer Radsportler                                                                                    | 27    |       |
| 15. März    | Karl Feitenhansl                     | sudetendeutscher Politiker (NSDAP), MdR und Mediziner                                                           | 59    |       |
| 15. März    | John Stefanos Paraskevopoulos        | Astronom | 61    |       |
| 15. März    | Karl von Sande                       | deutscher Tierarzt und Bakteriologe                                                                             | 73    |       |
| 15. März    | Gustav Weinholz                      | deutscher Bergbauingenieur und Manager                                                                          | 76    |       |
| 15. März    | Artemide Zatti                       | Salesianer Don Boscos und Missionar in Argentinien                                                              | 70    |       |
| 16. März    | Janusz Jędrzejewicz                  | polnischer Pädagoge und Ministerpräsident Polens                                                                | 65    |       |
| 16. März    | Sergei Wassiljewitsch Krawkow        | russischer Physiologe                                                                                           | 57    |       |
| 17. März    | Fañch Favé                           | französischer Radrennfahrer                                                                                     | 45    |       |
| 17. März    | Karl Albrecht von Habsburg-Altenburg | österreichischer und polnischer Offizier und Thronanwärter                                                      | 62    |       |
| 17. März    | Thomas Jefferson Halsey              | US-amerikanischer Politiker                                                                                     | 87    |       |
| 17. März    | Hermann Münch                        | Anwalt und VW-Generaldirektor                                                                                   | 65    |       |
| 18. März    | Christabel Cockerell                 | britische Malerin                                                                                               | 86    |       |
| 18. März    | Ludwig Gutbier                       | deutscher Kunsthändler                                                                                          | 77    |       |
| 18. März    | Johannes Hymmen                      | Vizepräsident des Evangelischen Oberkirchenrats der Kirche der Altpreußischen Union                             | 72    |       |
| 18. März    | Karl Knauer                          | deutscher Gewerkschafter und Politiker                                                                          | 79    |       |
| 18. März    | Siegfried Loewenthal                 | deutscher Jurist                                                                                                | 76    |       |
| 18. März    | Manuel Saitzew                       | Ordinarius für Nationalökonomie an der Universität Zürich                                                       | 65    |       |
| 19. März    | Dmytro Doroschenko                   | ukrainischer Historiker und Politiker                                                                           | 68    |       |
| 19. März    | Hans von Poschinger                  | deutscher Fabrikbesitzer und Kunstmaler                                                                         | 58    |       |
| 19. März    | Hermann Potthoff                     | deutscher Maschinenbau-Ingenieur und Hochschullehrer                                                            | 77    |       |
| 19. März    | Willibald Rapp                       | deutscher Landwirt und Schriftsteller                                                                           | 78    |       |
| 20. März    | Alfredo Baquerizo Moreno             | Präsident von Ecuador                                                                                           | 91    |       |
| 20. März    | Thomas G. Burch                      | US-amerikanischer Politiker                                                                                     | 81    |       |
| 20. März    | Marcus Dinwiddie                     | US-amerikanischer Sportschütze                                                                                  | 44    |       |
| 20. März    | Kathleen Lockhart Manning            | US-amerikanische Komponistin                                                                                    | 60    |       |
| 20. März    | Hermynia zur Mühlen                  | österreichische Schriftstellerin und Übersetzerin                                                               | 67    |       |
| 21. März    | Josef Brüning-Sudhoff                | deutscher Politiker                                                                                             | 85    |       |
| 21. März    | Dhirajlal Bhulabhai Desai            | indischer Diplomat                                                                                              | 42    |       |
| 21. März    | Emil Rex                             | deutscher Politiker (CDU), MdBB                                                                                 | 62    |       |
| 21. März    | R. C. Trevelyan                      | britischer Schriftsteller und Übersetzer                                                                        | 78    |       |
| 22. März    | Ladislaus Almásy                     | Pilot und Automobilpionier                                                                                      | 55    |       |
| 22. März    | Werner Emmanuel Bachmann             | US-amerikanischer Chemiker                                                                                      | 49    |       |
| 22. März    | Peter August Böckstiegel             | deutscher Maler                                                                                                 | 61    |       |
| 22. März    | Rudolf von Kalben                    | deutscher Offizier, Landwirt und Regionalhistoriker                                                             | 81    |       |
| 22. März    | Friedrich Karl Kleine                | deutscher Mikrobiologe und Pharmakologe                                                                         | 81    |       |
| 22. März    | Hedwig Kurt                          | deutsche Politikerin (SPD)                                                                                      | 73    |       |
| 22. März    | Willem Mengelberg                    | niederländischer Dirigent                                                                                       | 79    |       |
| 22. März    | Gusztáv Pártos                       | ungarischer Schauspieler                                                                                        | 55    |       |
| 22. März    | Wilhelm Schmidthals                  | deutscher Politiker der DDP                                                                                     | 77    |       |
| 23. März    | Otto Grosser                         | österreichischer Mediziner                                                                                      | 77    |       |
| 23. März    | Bernhard Heinzler                    | deutscher Politiker (SPD)                                                                                       | 72    |       |
| 23. März    | Otto Merkt                           | deutscher Kommunalpolitiker und Heimatforscher                                                                  | 73    |       |
| 23. März    | Erich Neumann                        | deutscher Staatssekretär in der Zeit des Nationalsozialismus                                                    | 58    |       |
| 23. März    | Christian Wilhelm Schultz-Lorentzen  | dänischer Missionar in Grönland, Pastor, Propst, Eskimologe, Autor, Kirchenlieddichter, Bibelübersetzer und ... | 77    |       |
| 23. März    | Kurt Wackermann                      | deutscher Jurist                                                                                                | 67    |       |
| 23. März    | Max Wogritsch                        | deutscher Schauspieler, Produktions- und Aufnahmeleiter                                                         | 70    |       |
| 24. März    | A. B. Poe                            | US-amerikanischer Unternehmer und Politiker                                                                     | 78    |       |
| 24. März    | Mary Etheldred Pulling               | englisch-neuseeländische Schuldirektorin, Schriftstellerin und Anachoretin                                      | 79    |       |
| 24. März    | Walter Schmid                        | österreichischer Prähistoriker                                                                                  | 76    |       |
| 24. März    | José Enrique Varela                  | spanischer General                                                                                              | 59    |       |
| 25. März    | Wilhelm Altmann                      | deutscher Musikhistoriker und Bibliothekar                                                                      | 88    |       |
| 25. März    | George Joseph Caruana                | maltesischer römisch-katholischer Erzbischof und Diplomat des Heiligen Stuhls                                   | 68    |       |
| 25. März    | Sidney Catlett                       | US-amerikanischer Jazz-Schlagzeuger                                                                             | 41    |       |
| 25. März    | Eddie Collins                        | US-amerikanischer Baseballspieler und Basketballmanager                                                         | 63    |       |
| 25. März    | Edgar Hennecke                       | deutscher Theologe                                                                                              | 85    |       |
| 25. März    | Bruno Leddin                         | deutscher Politiker (SPD), MdL, MdB                                                                             | 53    |       |
| 25. März    | Zoltán Mechlovits                    | ungarischer Tischtennis-Weltmeister                                                                             |       |       |
| 25. März    | Oscar Micheaux                       | afroamerikanischer Schriftsteller und Filmregisseur                                                             | 67    |       |
| 25. März    | Emil Neddermeyer                     | deutscher Gewerkschaftsfunktionär und Politiker (SPD)                                                           | 56    |       |
| 25. März    | Josef Sommer                         | deutscher Pädagoge und Heimatforscher                                                                           | 73    |       |
| 25. März    | Gheorghe Tașcă                       | rumänischer Ökonom, Politiker und Diplomat                                                                      | 76    |       |
| 25. März    | Dschamil al-Ulschi                   | syrischer Politiker                                                                                             | 68    |       |
| 26. März    | James Geoghegan                      | irischer Politiker, Generalstaatsanwalt und Richter                                                             | 64    |       |
| 26. März    | James F. Hinkle                      | US-amerikanischer Politiker                                                                                     | 86    |       |
| 26. März    | Ferdinand Kahn                       | deutscher Schriftsteller                                                                                        | 64    |       |
| 26. März    | Klas Lundström                       | schwedischer Langstreckenläufer                                                                                 | 62    |       |
| 27. März    | Curt Bucerius                        | deutscher Architekt                                                                                             | 68    |       |
| 27. März    | Georg Eisenlohr                      | deutscher Jurist                                                                                                | 64    |       |
| 27. März    | César Garin                          | italienisch-französischer Radrennfahrer                                                                         | 71    |       |
| 27. März    | Tirzah Garwood                       | britische bildende Künstlerin                                                                                   | 42    |       |
| 27. März    | Simon Julen                          | Schweizer Skilangläufer                                                                                         | 53    |       |
| 27. März    | Hans Rudolph Hentschel               | deutscher (Porzellan-)Maler und Radierer                                                                        | 81    |       |
| 27. März    | Ida Roland                           | österreichische Schauspielerin                                                                                  | 70    |       |
| 27. März    | Hermann Schadock                     | deutscher Kameramann                                                                                            | 67    |       |
| 27. März    | Walter Steinthal                     | deutsch-amerikanischer Historiker                                                                               | 63    |       |
| 28. März    | Georg Otto Angerer                   | deutscher Politiker (NSDAP)                                                                                     | 58    |       |
| 28. März    | Fritz Eppinger                       | deutscher Jurist und Kommunalpolitiker                                                                          | 68    |       |
| 29. März    | Ludwig Benick                        | deutscher Entomologe                                                                                            | 76    |       |
| 29. März    | Luigi Cantù                          | italienischer Radrennfahrer                                                                                     | 83    |       |
| 29. März    | Fritz Leopold Hennig                 | deutscher Maler und Grafiker                                                                                    | 56    |       |
| 29. März    | Josef Kallbrunner                    | österreichischer Historiker und Archivar                                                                        | 69    |       |
| 29. März    | Willi Kehlstadt                      | Schweizer Architekt                                                                                             | 62    |       |
| 29. März    | Walter Kirchhoff                     | deutscher Opernsänger (Tenor) und Kammersänger                                                                  | 72    |       |
| 29. März    | François Popineau                    | französischer Bildhauer                                                                                         | 63    |       |
| 30. März    | Christie Benet                       | US-amerikanischer Politiker                                                                                     | 71    |       |
| 30. März    | Roman Friedrich Heiligenthal         | deutscher Architekt, Stadtplaner und Hochschullehrer                                                            | 70    |       |
| 30. März    | Wilhelm Kempin                       | deutscher Maler                                                                                                 | 65    |       |
| 30. März    | Kaneko Kun’en                        | japanischer Tanka-Poet                                                                                          | 74    |       |
| 30. März    | René Le Fort                         | französischer Chirurg                                                                                           | 82    |       |
| 31. März    | Karl Beckersachs                     | deutscher Schauspieler                                                                                          | 69    |       |
| 24. Februar | Dan Aitken                           | schottischer Fußballspieler                                                                                     | 68    |       |
| 31. März    | Alfred Cossmann                      | österreichischer Kupferstecher und Gebrauchsgraphiker                                                           | 80    |       |
| 31. März    | Ralph Forbes                         | britischer Schauspieler                                                                                         | 54    |       |
| 31. März    | Leopold Husinsky                     | österreichischer Journalist                                                                                     | 60    |       |
| 31. März    | Georg H. Schnell                     | deutscher Schauspieler                                                                                          | 72    |       |
| 31. März    | Ludwig Stitzinger                    | deutscher Jurist und Landrat                                                                                    | 58    |       |